# ليز آن كوتور
ليز آن كوتور هي مهندسة معمارية كندية، ولدت في 1959 في مونتريال في كندا.